# Daniel y Cecilia
Daniel y Cecilia fue una telenovela argentina emitida en 1979 por (Canal 9), protagonizada por Gabriela Gili y Claudio Levrino, antagonizada por Alicia Zanca.

## Guion
La telenovela fue dirigida por Juan David Elicetche y fue escrita por Delia González Márquez, autora prolífica del género: Es tuya, Juan (1991); Venganza de mujer (1986); Coraje, mamá (1985); Esa provinciana (1983); Amor gitano (1982); Barracas al sur (1981); Un día 32 en San Telmo (1980); Profesión, ama de casa (1979); Un mundo de veinte asientos (1978); y Muchacha italiana viene a casarse (1969).
El teleteatro "Daniel y Cecilia", comienza en noviembre de 1979 y finaliza el 20 de enero de 1980, por la inesperada muerte de Claudio Levrino.

## Argumento
Un muchacho que está a punto de casarse, recibe la sorpresa del regreso al barrio, de su verdadero amor, al que nunca olvidó, La joven retorna luego de seis años, envuelta en un misterio que esconde junto a su madre.

## Elenco

### Protagonistas
- Claudio Levrino - Daniel[1]
- Gabriela Gili - Cecilia[2]
- Alicia Zanca - Cristina (Villana principal)[3]

### Elenco de reparto
- Adrián Ghío  - Amadeo
- Nora Cullen - Agatha #1
- Chela Ruiz - Agatha #2
- Beto Gianola - Juventino
- Tino Pascalli - Antonio
- María Elena Sagrera - Eleonora
- Julia Sandoval - Nélida
- Pablo Codevilla - Domingo
- Maximiliano Paz - Oscar
- Pedro Quartucci - Camilo
- Gabriela Toscano - Guillermina

## Equipo Técnico
- Autoría: Delia González Márquez
- Producción: Nora Bird
- Dirección: Diana Álvarez